# Dave Sandler
Dave C. Sandler es un músico de Minneapolis. Es conocido por haber escrito el sencillo de los C.A. Quintet "Blow to My Soul" que apareció en 1994 en la reedición de su único disco Trip Thru Hell. También compuso para los C.A. Quintet "I Want You to Love Me Girl".